# Авджълар
Авджълар (на турски: Avcılar) е община и околия на вилает Истанбул, Турция. Това е една от урбанизираните градски околии на Истанбул. Районът е нов в западните покрайнини на европейската част на Истанбул, току на входа на града от към магистралата от българската граница, в южната си част районът опира в Мраморно море. Квартал Авджълар (понякога и Авджилар) представлява ядрото на градския район е известен като „българския квартал“ от години, поради факта, че голяма част от жителите му са български турци, преселници там в продължение на няколко десетилетия.

## История
Околия Авджълар е образувана на 27 май 1992 г.

## Квартали
Околията е съставена от 10 квартала:
- „Амбарлъ“ (Ambarlı)
- „Гюмюшпала“ (Gümüşpala)
- „Денизкьошклер“ (Denizköşkler) – крайбрежен квартал
- „Джихангир“ (Cihangir)
- „Йешилкент“ (Yeşilkent)
- „Мустафа Кемал паша“ (Mustafa Kemal Paşa)
- „Тахтакале“ (Tahtakale)
- „Фирузкьой“ (Firuzköy)
- „Център“ (Merkez) – център на градската околия
- „Юниверсите“ (Üniversite) – университетски кампус

## Побратимени градове
- Разград, България

Официалните взаимоотношения между Разград и Авджилар стартират през 2000 г. с подписване на Протокол за приятелство и сътрудничество. Връзките са в сферата на здравеопазването, взаимно подпомагане в икономическата сфера, организиране на международни културни инициативи.